# عالية الخالد
عالية فيصل حمود زيد الخالد (1974-) نائب سابق في مجلس الأمة الكويتي، وهي حفيدة الوزير والنائب والرئيس السابق لديوان المحاسبة الكويتي حمود الزيد الخالد.

## السيرة الشخصية
شاركت عالية الخالد لأول مرة في انتخابات مجلس الأمة الكويتي 2016 في الدائرة الثانية وحصلت على المركز 18 برصيد 891 صوت وخسرت الانتخابات، ثم شاركت في انتخابات مجلس الأمة الكويتي 2020 في الدائرة الثانية وحصلت على المركز 13 برصيد 1,307 صوت وخسرت الانتخابات، ثم شاركت مجددًا في انتخابات مجلس الأمة الكويتي 2022 وحصلت على المركز السابع في الدائرة الثانية برصيد 2,472 صوت وفازت بالانتخابات، وهي حاصلة على شهادة بكالوريوس إدارة أعمال من جامعة الكويت، وشهادة بكالوريوس إدارة أعمال من الجامعة الأمريكية في الكويت، بالإضافة إلى ماجستير إدارة أعمال من جامعة هولت الدولية، وعملت في التجارة الحرة.